# Кебек-Султан
Кебек-Султан (д/н — 1472) — хан Східного Могулістану в 1468—1472 роках.

## Життєпис
Син Дост-Мухаммеда, хана Східного Могулістану. Був досить молодим, коли його батько помер у 1468 році. Цим скористався Юнус-хан, правитель північно-західного Могулістану, який захопив столицю Східного Могулістану — Аксу. Прихильники Кебек-Султана чинили спротив до 1469 року. Потім втекли до Турфану. Слідом за цим більшість племен визнало владу Юнус-хана. Кебек-Султан тримався в турфанській оазі до 1472 року, коли зрадницьки був убитий. Його голову було відправлено до Юнус-хана.